# Conrad Beck
Pour les articles homonymes, voir Beck.
Conrad Arthur Beck, né le 16 juin 1901 à Lohn et mort le 31 octobre 1989 à Bâle, est un compositeur suisse.

## Biographie
Après ses études au Conservatoire de Zurich, il vient en France où il reçoit les conseils, notamment, d'Arthur Honegger et fait partie de l'École de Paris durant l'entre-deux-guerres. De retour en Suisse, il devient, à partir de 1939, directeur des émissions musicales de Radio Bâle, une fonction qu'il occupera jusqu'en 1966.
Aux confins des univers français et germanique, son œuvre musicale au langage clair mais souvent nimbé d'un halo mystérieux (où peut percer, en particulier, l'influence de Hindemith, mais qui paraît parfois aussi anticiper Messiaen) demeure aujourd'hui à redécouvrir : sept symphonies, un ballet, des oratorios et des mélodies, de nombreuses œuvres concertantes (parmi lesquelles un Concerto pour quatuor à cordes et orchestre, un instrumentarium original) et de musique de chambre ainsi que des pièces pour piano.
Il a fait partie en 1976 (en compagnie de Boulez, Berio, Britten, Dutilleux ou encore Lutosławski) des douze musiciens sollicités par Mstislav Rostropovitch pour composer un hommage sur le nom de son ami, le chef d'orchestre et mécène Paul Sacher.

## Décorations
- Commandeur de l'ordre du Mérite culturel de Monaco. Il est promu commandeur le 18 novembre 1973[1]

## Œuvre
Piano
- Sonatine (1928)
- Sonatine no 2 (1951)

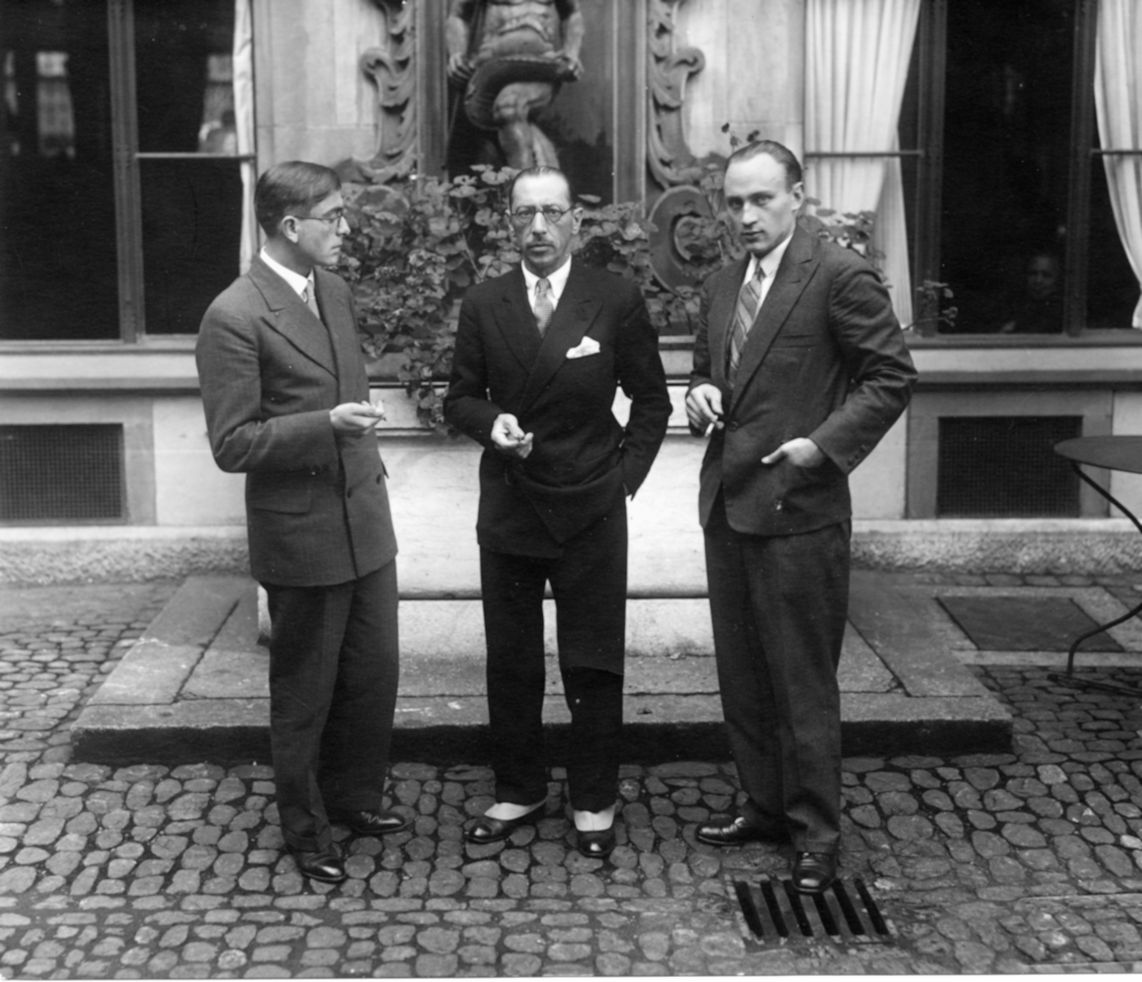
Conrad Beck, Igor Stravinsky et Paul Sacher à Bâle, en octobre 1930.

- Sonatine pour piano à quatre mains (1955)

orgue
- Choral Sonata (1950)
- Sonatine (1958)
- Zwei Präludien (1932)

Musique de chambre
- Alternances pour clarinette, violoncelle et piano (1980)
- Duo pour 2 violons (1960)
- Duo pour violon et alto (1934–1935 ; pub. Schott Music 1935)[2]
- Facetten, Trois Impromptus pour trompette et piano (1975)
- Intermezzo pour cor et piano (1948)
- Légende pour clarinette et piano (1963)
- Nocturne pour saxophone alto et piano (1969)
- Sonate no 2 pour violoncelle et piano (1954)
- Sonate no 2 pour violon et piano (1948)
- Sonatine pour violoncelle et piano (1928)
- Sonatine pour 2 flûtes (1971)
- Sonatine pour flûte et 1 ou 2 violons
- Sonatine pour flûte et piano (1960)
- Sonatine pour hautbois et piano (1957)
- Sonatine pour alto et piano (1976–1977)
- Sonatine pour violon et piano (1928)
- Quatuor à cordes no 3 (1927 ; pub. Schott Music 1927)[3]
- Quatuor à cordes no 4 (1935 ; pub. Schott Music 1935)[2]
- Quatuor à cordes no 5 (1967)
- Trio à cordes no 1 (1928)
- Trio à cordes no 2 (1947)
- Trois Épigrammes pour violoncelle seul (1976)
- Trio pour flûte, hautbois et piano (1983)

Orchestre
- Aeneas Silvius, Symphonie (1957)
- Concertato (1964)
- Fantasie (1969)
- Hommages (1965)
  1. "Dans le lointain..."
  2. "...et dans le présent"
- Hymne (1952)
- Innominata (1931)
- Kammerkonzert (1971)
- Kleine Suite pour orchestre à cordes (1930)
- Nachklänge, Tripartita pour orchestre (1983)
- Ostinato (1936)
- Sonatine (1958)
- Suite Concertante pour vents, percussion et contrebasse (1961)
- Symphonie no 3 pour orchestre à cordes (1927)
- Symphonie no 4 « Konzert für Orchester » (1928)
- Symphonie no 5 (1930 ; pub. Schott c. 1930)[4]
- Symphonie no 6 (1950)

Concertos
- Concertino pour clarinette, basson et orchestre (1954)
- Concertino pour hautbois et orchestre (1962)
- Concertino pour piano et orchestre (1927–1928)
- Concerto pour clarinette et orchestre (1967–1968)
- Concerto pour piano et orchestre (1930)
- Concerto pour quatuor à cordes et orchestre (1929)
- Concerto pour alto et orchestre (1949)
- Concerto pour quintette à vent et orchestre (1976)
- Kammerkonzert pour violon et orchestre (1949)
- Konzertmusik pour hautbois et orchestre à cordes (1932)
- Lichter und Schatten, 3 mouvements pour 2 cors, percussion et orchestre à cordes (1982)
- Serenade pour flûte, clarinette et orchestre à cordes (1935)

Vocal
- Die Sonnenfinsternis, Cantate (1967)
- Der Tod des Oedipus, Cantate pour soprano, ténor, baryton, chœur mixte, orgue, 2 trompettes, 2 trombones et timbale (1928)
- Der Tod zu Basel, Grand Miserere pour soprano, basse, trois narrateurs, chœur mixte et orchestre (1952)
- Elegie, Cantate d'après Friedrich Hölderlin (1972)
- Herbstfeuer, 6 mélodies pour alto et orchestre de chambre (1956)
- 3 Herbstgesänge pour voix et piano ou orgue

Scène
- Der große Bär, ballet (1935–1936)

## Discographie
Disque monographique
- L'Œuvre pour piano – Gabrielle Beck-Lipsi, piano (décembre 2015, Toccata Classics TOCC 0301) (OCLC 959969507)

En récitals
- Fox-trot – Margaret Fingerhut, piano (septembre 1987, Chandos) (OCLC 19826518) — dans Hommage a Joseph Haydn.
- Drei Epigramme für Violoncello solo : für Paul Sacher – Patrick Demenga, violoncelle (juin 1993, ECM 78118-21520-2) (OCLC 33060946) — dans 12 hommages à Paul Sacher, avec des œuvres d'Alberto Ginastera, Wolfgang Fortner, Henri Dutilleux, Witold Lutoslawski, Luciano Berio, Cristóbal Halffter, Benjamin Britten, Klaus Huber, Heinz Holliger et Pierre Boulez.
- Zwei Präludien – Jeremy Filsell, orgue (novembre 2004, Guild) (OCLC 81162473) — Dans Musique Suisse pour orgue du XXe siècle, avec des œuvres de Paul Müller-Zürich, Arthur Honegger, Hans Vollenweider, Frank Martin, Ernst Hess et Ernst Hess.